# Schweriner See

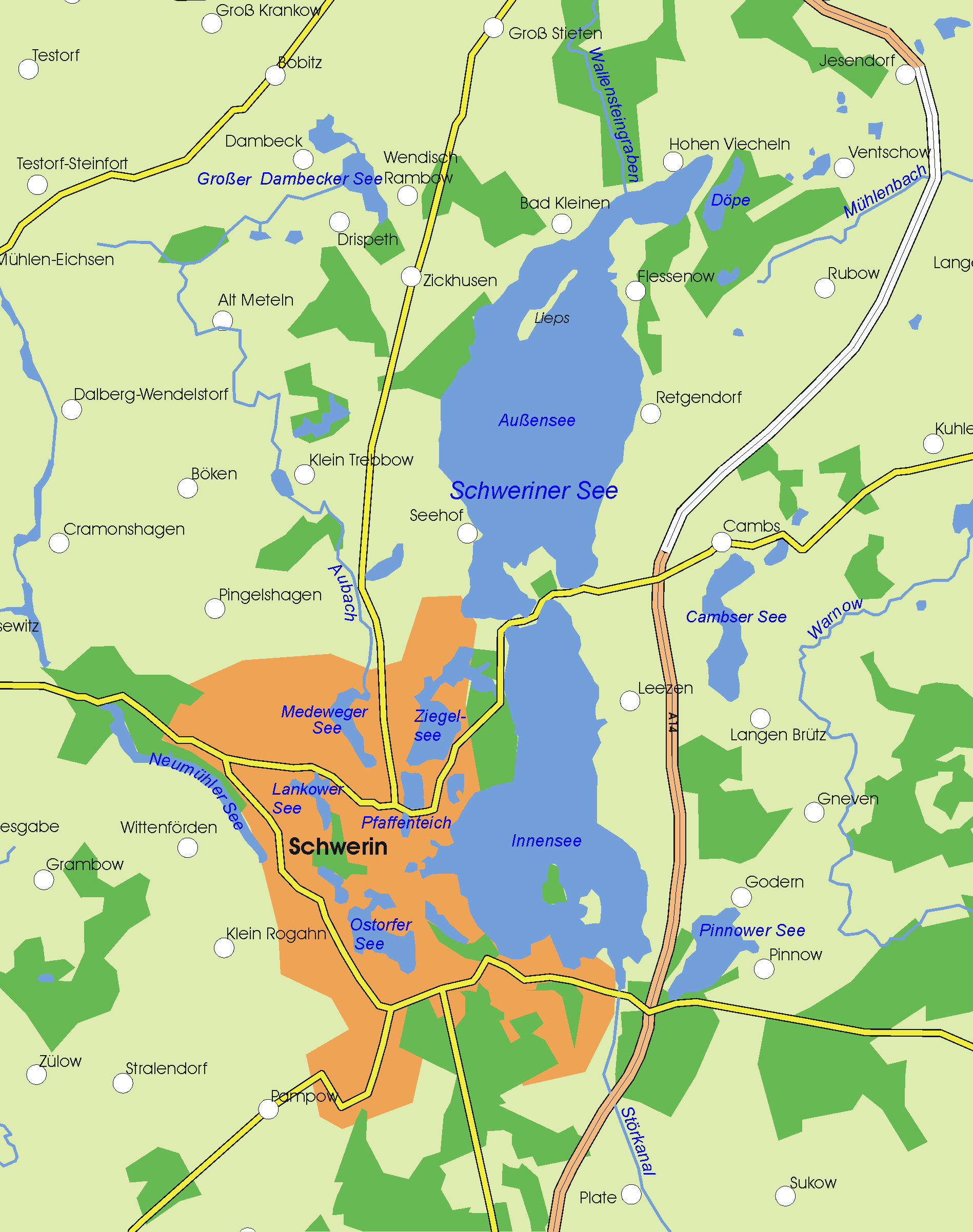
Schweriner See

Schweriner See (pol. hist. Jezioro Zwierzynieckie lub Jezioro Swarzyńskie  obecnie także Jezioro Szweryńskie) – jezioro w północnych Niemczech, w Meklemburgii-Pomorzu Przednim.
Jezioro jest drugim co do wielkości jeziorem Meklemburgii, a czwartym w Niemczech. Geologicznie jest akwenem moreny dennej, poprzecinanym na dnie rynnami lodowcowymi, które mają dość dużą głębokość. Dzieli się na dwie, mniej więcej równe części, z których północna nazywana jest Aussersee (Jezioro Zewnętrzne), a południowa Innensee (Jezioro Wewnętrzne). Nazwy te nadali, oceniając akweny z własnego punktu widzenia, mieszkańcy Schwerina, stolicy Meklemburgii, który leży nad Innensee oraz nad połączonymi z nim mniejszymi jeziorami.
Część południowa (Innensee) jest głębsza (przeważnie od 15 do 30 m), choć występują na niej mielizny i głazy. Część północna (Aussersee) ma więcej płycizn, ale to właśnie w tej części znajduje się najgłębsze miejsce jeziora (52 m). Ponieważ lustro wody leży na wysokości niespełna 38 m n.p.m., jezioro w kilku miejscach jest kryptodepresją. Obie części jeziora niegdyś łączyła wąska cieśnina, przez którą w 1842 r. usypano groblę Paulsdamm w celu zbudowania na niej drogi. Obecnie pozostał z cieśniny żeglowny przesmyk Paulsdammgraben, nad którym droga przebiega mostem.
Nad częścią południową leży Schwerin, jedyne miasto nad jeziorem, które po powiększeniu go o okoliczne osiedla otacza ten akwen od południa i zachodu. Na znajdującej się na jeziorze, tuż przy zachodnim brzegu, Wyspie Zamkowej (Burginsel) leży zamek będący siedzibą m.in. parlamentu landu Meklemburgia-Pomorze Przednie oraz miejscowego muzeum.
Nad północną częścią jeziora leży kilka wsi letniskowych i rybackich, m.in. Bad Kleinen i Hohen Viecheln.
Do Jeziora Szweryńskiego nie uchodzi żadna naturalna rzeka, zasilane ono jest wyłącznie ze źródeł podziemnych, w tym położonych pod niewielkimi jeziorami na obszarze Schwerinu (zwłaszcza Ziegelsee), które połączone są kanałami ze Szweryńskim. W związku z tym jezioro jest eutroficzne, do czego przyczyniło się także nadużywanie nawozów sztucznych w czasach NRD oraz zrzucanie w tym okresie do jeziora ścieków Schwerinu. Mimo to żyje w nim dużo ryb.
Na jeziorze leży kilka wysp: największa, Lieps, na części północnej, a na południowej dwie niegdyś wykorzystywane, Kaninchenwerder i Ziegelwerder (kopalnie gliny, gospodarstwa, a w XIX w. obóz jeniecki). Obecnie wyspy te zamieszkałe już nie są i stanowią rezerwaty przyrody. Całe jezioro jest rezerwatem jako miejsce lęgowe ptaków, objęte jest programem Natura 2000. Mimo to jest wykorzystywane żeglugowo, pływają po nim statki pasażerskie oraz bardzo liczne jachty rekreacyjne. Na jeziorze leży kilkanaście portów jachtowych, większość z nich w Schwerinie.
Południowa część jeziora połączona jest kanałem Stör z rzeką Elde, a tym samym ze szlakiem żeglownym biegnącym z jeziora Müritz do Łaby. Kanał ten przekopano w XVI w. (jeszcze przed uregulowaniem rzeki Elde), wykorzystując odwadniającą naturalnie jezioro rzeczkę. Północną część jeziora próbowano połączyć drogą wodną z Zatoką Meklemburską, przekopując kanał do Wismaru (budowniczy kanału Stör, Tillemann Stella, zaprojektował również kanał do Wismaru), ale prace nad drugim kanałem mimo niewielkiej odległości od morza (14 km) szybko przerwano i nigdy ich nie wznowiono. Pozostał po nich niewielki, sztuczny ciek o nazwie Wallensteingraben, który odprowadza część wód jeziora do Morza Bałtyckiego. Tym samym jezioro należy do zlewisk zarówno Morza Północnego (przez Łabę), jak i Morza Bałtyckiego.